# Boris Valentinovič Volynov
Boris Valentinovič Volynov (in russo Борис Валентинович Волынов) (Irkutsk, 18 dicembre 1934) è un cosmonauta sovietico.

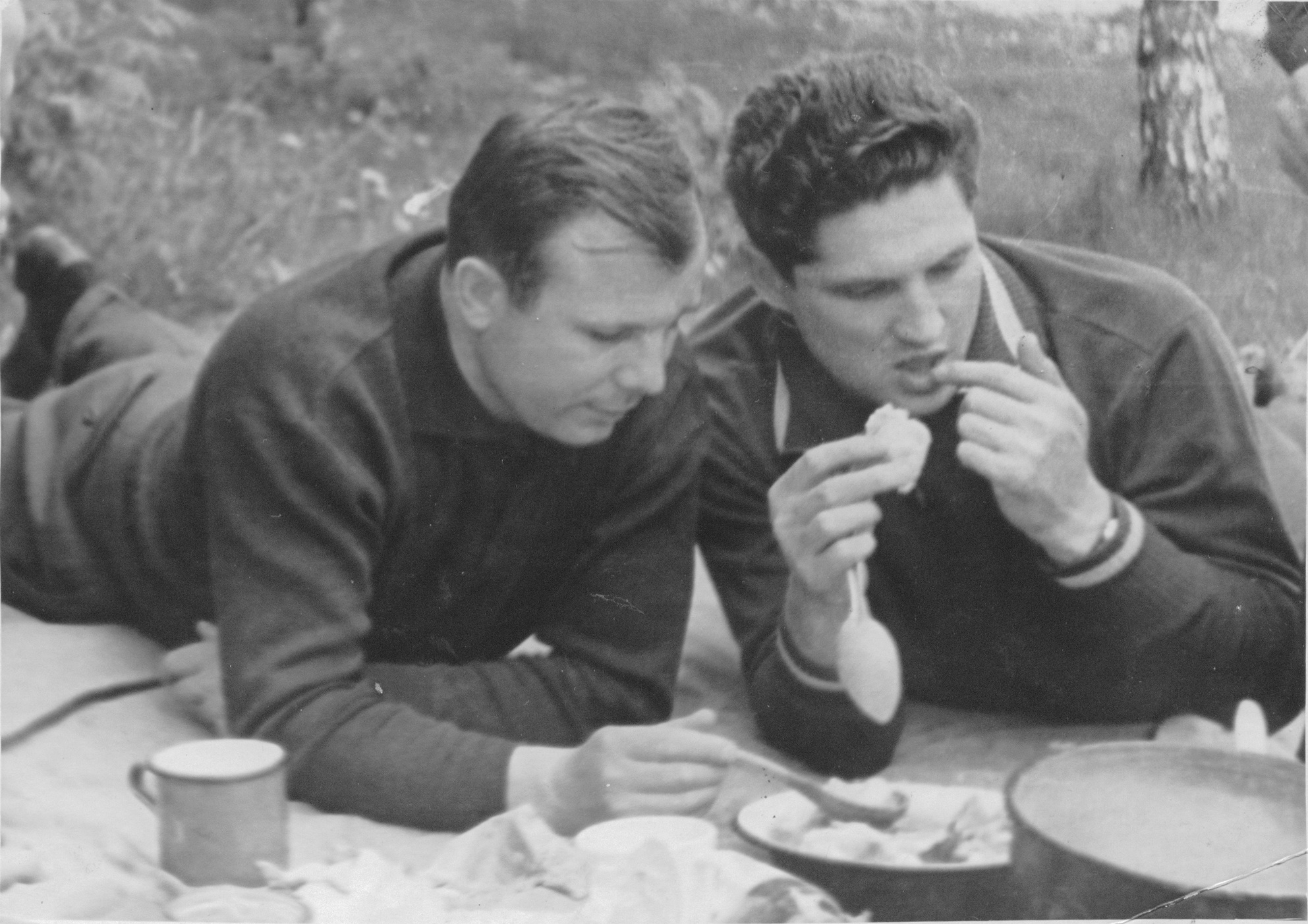
Jurij Gagarin (sinistra) e Boris Volynov (destra) durante un picnic a Dolgoprudnyj

Fino al 1955 venne addestrato quale pilota per aerei jet dell'aeronautica militare sovietica presso la scuola per piloti militari di Novosibirsk. Nel 1960 venne selezionato per il primo gruppo cosmonauti dell'Unione Sovietica.

## Vostok
Dei 20 membri del primo gruppo dei cosmonauti sovietici selezionati fu ben presto chiaro che Volynov non venne considerato come prima scelta, come fu per esempio per Jurij Alekseevič Gagarin o German Stepanovič Titov. Ciò nonostante i suoi risultati durante l'addestramento furono sempre eccellenti, tanto da essere candidato per un eventuale successivo volo del programma Vostok.
Durante il primo volo in coppia della storia dell'esplorazione umana dello spazio svoltosi ad agosto del 1962 Volynov venne nominato pilota di riserva sia per la Vostok 3 come pure per la Vostok 4. Pure per la successiva missione del programma Vostok, Volynov fu considerato come candidato per pilotare la Vostok 5. A giugno del 1963 venne però deciso che l'incarico per questa missione venisse conferito a Valerij Fëdorovič Bykovskij, mentre la Vostok 6 sarebbe stata equipaggiata da una donna.

## Voschod
Considerando che Volynov era già stato pilota di riserva per missioni Vostok senza essere impegnato in una missione, nel 1964 non venne trasferito al nuovo gruppo di piloti aspiranti ad una missione con la nuovissima Sojuz. Fu comunque già chiaro che le successive missioni equipaggiate sarebbero state eseguite con navicelle spaziali Voschod, cioè delle capsule Vostok appositamente modificate onde essere equipaggiate da un
massimo di tre cosmonauti.
In questo periodo vi furono più tentativi ed interventi di massimi esponenti politici onde favoreggiare la nomina di Georgij Beregovoj, un pilota assunto nel gruppo dei cosmonauti agli inizi del 1964 su chiara raccomandazione politica. Il direttore del centro di addestramento cosmonauti, Nikolaj Petrovič Kamanin insistette sul fatto, che la nomina degli equipaggi spettasse esclusivamente a lui e che pertanto le successive missioni dovevano essere assolutamente pilotate da cosmonauti, che si trovavano da parecchio tempo in lista d'attesa per la loro prima nomina.
A luglio del 1964 Volynov venne effettivamente incaricato con il comando per la missione Voschod 1. Per la prima volta nella storia dell'esplorazione umana dello spazio una capsula equipaggiata da più membri sarebbe volata nello spazio. Compagni di missione vennero nominati lo scienziato Georgiј Petrovič Katys e Boris Borisovič Egorov.
A causa di conflitti interni, l'equipaggio della missione venne più volte modificato. Infine, quando la missione Voschod 1 venne lanciata ad ottobre del 1964, la stessa venne comandata da Vladimir Michajlovič Komarov. Volynov fu nuovamente solo pilota di riserva.
Per la successiva missione disponibile, la Voschod 3, Volynov divenne nuovamente primo candidato per l'incarico di comandante di questa missione. Anche in questo caso dovette però far conto dell'enorme concorrenza interna contro la sua nomina a favore di Beregovoj come veniva preteso dal direttivo politico. Un ulteriore problema contro la nomina di Volynov fu l'idea di equipaggiare una missione del programma Voschod esclusivamente con donne cosmonauta. Dopo il volo di Valentina Vladimirovna Tereškova infatti, due donne cosmonauta erano rimaste in carica e pertanto attendevano la loro prima missione nello spazio. Ciò che comunque non può essere negato è il fatto che la decisione di non selezionare Volynov fu spesso condizionata dal fatto che era di origine ebraica (sua madre era ebrea) - cosa che non corrispondeva all'immagine ideale del cosmonauta sovietico.
Per diverse ragioni la data di lancio della missione stessa dovette essere più volte spostata. Nel frattempo gli Stati Uniti d'America avevano eseguito la prima manovra rendezvous di due navicelle spaziali equipaggiate (Gemini 6 e Gemini 7), raggiunto un nuovo record di permanenza nello spazio durante la missione di Gemini 7, rimasta in orbita per 14 giorni, ed eseguito addirittura una manovra di aggancio riuscita durante la missione Gemini 8. Per il direttivo sovietico, ancora sempre interessato esclusivamente al raggiungimento di record e nuovi primati nell'esplorazione spaziale più che al suo valore scientifico, la missione Voschod 3 perse sempre più di importanza. Infine tutte le risorse disponibili iniziarono a concentrarsi esclusivamente al programma Sojuz tralasciando completamente i programmi Voschod. Fino ai giorni odierni la missione Voschod 3 però non è mai stata cancellata ufficialmente.
Volynov, che effettivamente aveva buone possibilità per comandare questa missione, si era preparato inutilmente.

## Sojuz
Solo da settembre del 1966 Volynov venne addestrato per nuovi incarichi. Infatti iniziò a prepararsi per una missione intorno alla Luna all'interno del programma lunare sovietico. Bisogna evidenziare che anche in quest'occasione i gruppi di addestramento variarono in continuazione, ma Volynov rimase in ogni circostanza membro del gruppo di addestramento per il programma lunare.
Dopo la tragedia della Sojuz 1 ad aprile del 1967 venne deciso, che Volynov e Georgij Beregovoj sarebbero stati incaricati con il comando per le due successive missioni del programma Sojuz. Fu programmato di eseguire una manovra d'aggancio delle due navicelle spaziali nell'orbita terrestre con contemporaneo passaggio di due cosmonauti da una navicella verso l'altra. Questo passaggio doveva avvenire mediante un'attività extraveicolare e non mediante passaggio diretto tramite un tunnel di collegamento.
La successiva missione fu invece la missione Sojuz 3 svoltasi ad ottobre del 1968, per la quale era previsto l'esecuzione di una manovra d'aggancio, ma nessun passaggio di cosmonauti. Pertanto la stessa venne equipaggiata da un solo cosmonauta che dovette eseguire la manovra verso una navicella non equipaggiata (la Sojuz 2). L'incarico di volare la missione venne conferito a Beregovoj e Volynov venne nominato pilota di riserva, anche se il Comitato Centrale rimase scontento di questa decisione.
Insieme con altri cosmonauti venne conferito a Volynov, nel dicembre del 1968, il diploma dell'accademia di ingegneri dell'aeronautica militare sovietica „Nikolaj J. Žukovskij“.
Due giorni dopo superò l'esame da cosmonauta per gli equipaggi delle successive due missioni programmate: la Sojuz 4 e la Sojuz 5. Volynov ottenne uno dei miglior risultati d'esame, ma - come ormai solito - il direttivo politico non fu felice della sua selezione e della sua nomina.
Il 15 gennaio 1969 finalmente Boris Volynov poté partire per la sua prima missione nello spazio. Con il nomignolo di Байкал (Bajkal, dall'omonimo lago in Siberia) fu comandante della Sojuz 5. La missione venne inoltre equipaggiata da Aleksej Stanislavovič Eliseev e da Evgenij Vasil'evič Chrunov.
Raggiunta l'orbita terrestre, la Sojuz 5 si agganciò alla Sojuz 4, equipaggiata da Vladimir Aleksandrovič Šatalov e lanciata un giorno prima. Chrunov e Eliseev allora lasciarono la loro navicella spaziale e passarono verso la Sojuz 4, per rientrare a terra insieme a Šatalov il 17 gennaio. Il tentativo riuscì e la missione fu un successo, trattandosi del primo passaggio di cosmonauti da una navicella spaziale equipaggiata verso un'altra nello spazio.
Volynov invece atterrò il giorno dopo, scampando di poco alla morte. Infatti il modulo orbitale della navicella spaziale non si staccò completamente dal modulo di rientro dopo che i retrorazzi frenanti erano già stati accesi con successo e pertanto era stata avviata la manovra di rientro in atmosfera terrestre. Quando la capsula Sojuz iniziò a entrare nell'atmosfera, i due moduli ancora parzialmente assemblati si girarono nella posizione aerodinamicamente più stabile, cioè completamente capovolta. Ciò significò che il modulo di rientro, notevolmente più pesante del modulo di servizio, si trovò esposto al calore prodotto dal rientro nell'atmosfera proprio con la parte meno dotata di protezione e di scudo termico. Le guarnizioni del portello, che si trovava esposto frontalmente all'aria rovente, iniziarono a bruciare riempiendo la capsula di gas tossici. La decelerazione dovuta all'attraversamento dell'atmosfera schiacciò Volynov contro le sue cinture di sicurezza e non come previsto contro il suo sedile. Fortunatamente, prima che il portello si frantumasse, i collegamenti tra modulo di rientro e modulo di servizio si staccarono o bruciarono a causa dell'ulteriore aumento della forza aerodinamica e termica. Immediatamente dopo lo stacco, il modulo di rientro si posizionò correttamente, rivolgendo lo scudo termico in avanti. Ciò nonostante la velocità di decelerazione fu ancora pari a 9 g. Un ulteriore problema per Volynov fu il fatto che le corde del paracadute si erano parzialmente intrecciate e i retrorazzi, che dovevano ulteriormente frenare la velocità di atterraggio, non si accesero correttamente. Volynov comunque non registrò questi problemi, perché nel frattempo era svenuto a causa dei gas tossici che avevano riempito l'abitacolo della capsula. Il successivo atterraggio fu abbastanza violento, tanto che il cosmonauta perse qualche dente. Per il resto fu illeso. La capsula era atterrata nei monti Urali, nei pressi di Orenburg, decisamente lontano dal punto di atterraggio previsto nella steppa del Kazakistan (ai tempi RSS di Kazakistan). La temperatura esterna nel punto di atterraggio misurò -38 °C. Volynov fu soccorso circa un'ora dopo. Una versione alternativa degli eventi, secondo la quale Volynov si allontanò dalla capsula e camminò per vari chilometri seguendo una sottile linea di fumo che si alzava in cielo, nel gelo e con la bocca sanguinante per i denti rotti, fino a trovare riparo in casa di un contadino, è stata smentita dallo stesso Volynov e dallo storico James Oberg che l'aveva diffusa erroneamente. Volynov venne successivamente insignito del titolo di Eroe dell'Unione Sovietica.

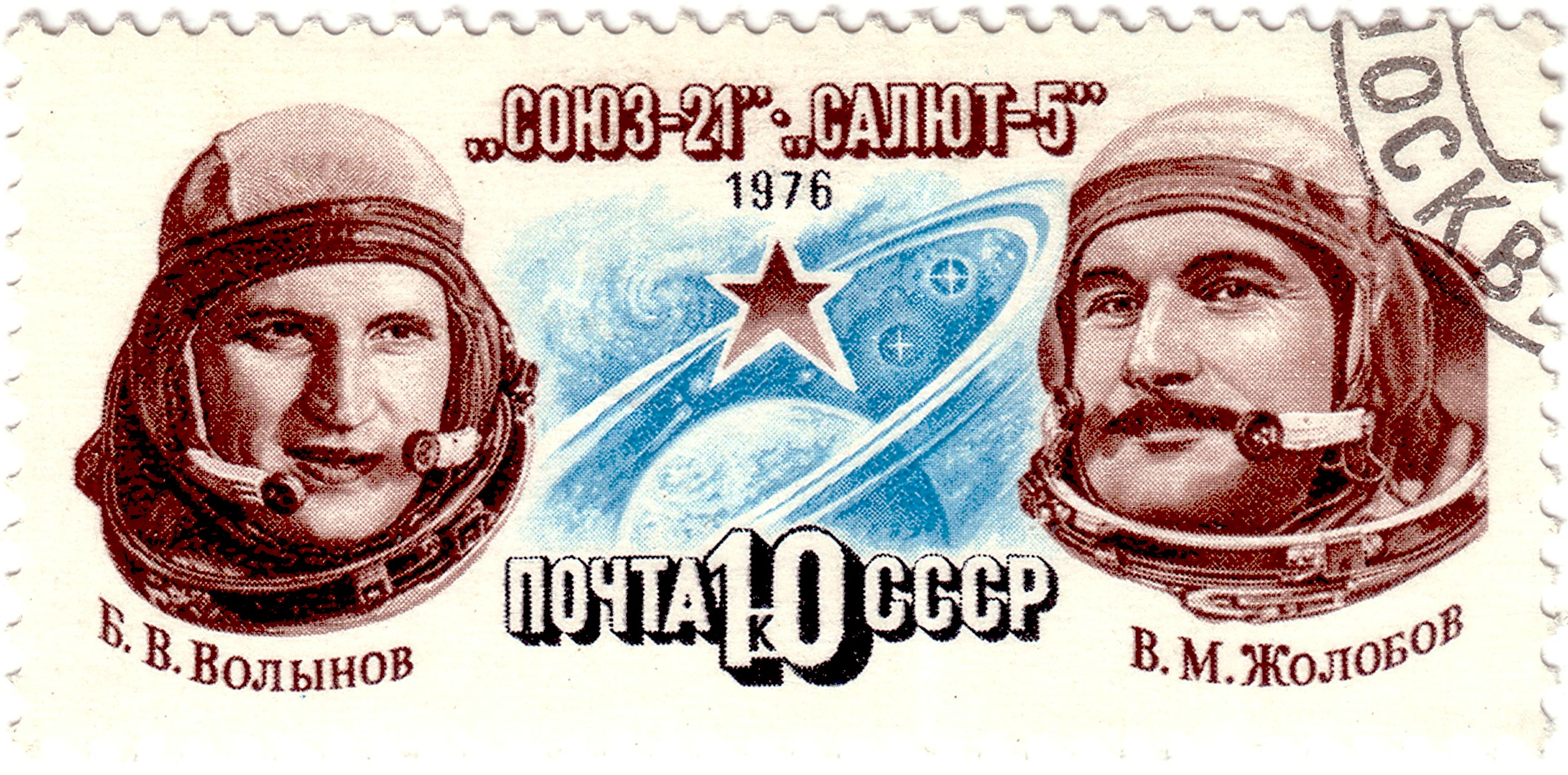
Francobollo sovietico dedicato a B. Volynov e V. Žolobov

## Saljut
Dopo che l'Unione Sovietica aveva perso la corsa verso la Luna, l'Agenzia Spaziale sovietica iniziò a concentrare i suoi programmi per la messa in funzione di stazioni spaziali in un'orbita terrestre. La prima in assoluto fu la Saljut 1, lanciata il 19 aprile 1971.
Volynov era previsto quale comandante del terzo equipaggio della Saljut 1. Dopo la tragedia della Sojuz 11 che a giugno del 1971 aveva provocato la morte di tutto l'equipaggio, venne deciso di non equipaggiare ulteriormente la stazione spaziale, dato che si doveva provvedere a rielaborare e perfezionare ulteriormente le navicelle spaziali Sojuz.
Ad aprile del 1973 venne lanciata la Saljut 2. Volynov fece parte dell'equipaggio di riserva per la prima missione equipaggiata verso questa stazione. Pertanto poteva decisamente sperare di essere nominato per la seconda missione equipaggiata. La stazione spaziale non poté essere portata sotto controllo una volta raggiunta la traiettoria d'orbita e pertanto rientrò in atmosfera terrestre, spegnendosi man mano prima che una sola missione equipaggiata poté essere lanciata ed inviata verso questa stazione spaziale.
Quando a giugno del 1974 con la Saljut 3 venne portata in orbita un'ulteriore stazione spaziale, Volynov poté nuovamente farsi speranze per la sua seconda missione nello spazio. Infatti fece parte dell'equipaggio di supporto per il primo equipaggio, rimasto a bordo della stazione per 16 giorni in occasione della missione Sojuz 14. Per il secondo equipaggio di questa stazione, cioè per la missione Sojuz 15 volata ad agosto del 1974, fece parte dell'equipaggio di riserva e pertanto doveva essere comandante della successiva missione Sojuz 16. La missione Sojuz 15 però fu un insuccesso dato che il sistema di aggancio alla stazione spaziale non funzionò e pertanto la missione dovette essere interrotta senza un passaggio dei cosmonauti. Questo insuccesso comportò un'ulteriore modifica e supervisione del sistema di aggancio ed il tempo impegnato per questi lavori superò di molto il periodo di vita rimasto alla stazione spaziale stessa, cioè la sua permanenza in orbita prima del rientro in atmosfera con conseguente spegnimento. Pertanto il programmato volo della Sojuz 16 dovette essere annullato. Volynov si era nuovamente inutilmente preparato per una missione.
Il suo secondo volo nello spazio avvenne finalmente nel 1976, 16 anni dopo la sua scelta da cosmonauta e sette anni dalla sua prima missione. Il 6 luglio 1976 partì, a bordo della Sojuz 21 ed accompagnato da Vitaliј Michajlovič Žolobov verso la Saljut 5.
Questa missione venne però accorciata nella durata nei confronti del piani di volo originari. Volynov e Žolobov atterrarono dopo 49 giorni di missione il 24 agosto 1976 in evidenti pessime condizioni, sia fisiche che psichiche. La motivazione, sia del rientro anticipato che delle condizioni dei cosmonauti non vennero mai rese note. Diverse speculazioni indicano un incendio a bordo della Saljut 5, con intossicazione dell'equipaggio a causa dei gas tossici come motivo principale del rientro. Altre fonti indicano piuttosto i problemi psichici come fondamentali per questa decisione (Vitalij Žolobov era affetto dalla cosiddetta malattia dello spazio nonché soffriva particolarmente di nostalgia di casa).
Dal 1982 in avanti Volynov assunse la posizione di direttore del Centro di addestramento cosmonauti Jurij Gagarin.
A partire dal 1985 Volynov iniziò a prepararsi per una missione di lunga durata. Fu previsto che volasse insieme ai cosmonauti Anatolij Semënovič Levčenko e Musa Chiramanovič Manarov a bordo della Sojuz T-15 verso la stazione spaziale Saljut 7. A novembre del 1985, l'equipaggio che si trovava a bordo della predetta stazione spaziale, dovette rientrare a terra a bordo della Sojuz T-14. Infatti il comandante della stazione, Vladimir Vladimirovič Vasjutin, si era ammalato e le possibilità di guarigione furono strettamente collegate con un'immediata interruzione della missione ed il rientro dell'equipaggio. La conseguenza di quest'interruzione fu che la preparazione per il volo della Sojuz T-15 dovette essere interrotta e la missione stessa spostata a tempo indeterminato.
La missione Sojuz T-15 si svolse effettivamente da marzo 1986, però con un equipaggio completamente diverso, che si era preparato ed addestrato per la stazione spaziale Mir lanciata in orbita a febbraio del 1986.
Fu più che indicativo per tutta la carriera di Volynov che lo stesso fu cancellato pure per quest'ultima sua missione per la quale era stato precedentemente ufficialmente nominato.
Volynov lasciò l'Agenzia Spaziale Sovietica nel 1990. Dal 1982 era l'ultimo cosmonauta del primo gruppo scelto rimasto in carica.
Volynov è sposato con Tamara Savinova e padre di due figli: Andrej (* 1958) e Tat'jana (* 1965).

## Curiosità
Durante lo storico concerto del 1983 a Mosca del gruppo di musica elettronica Didier Marouani & Space, il cosmonauta fu l'ospite d'onore della serata.